# Kylešovická osada
Kylešovická osada ist eine zum Stadtteil Komárov (Komorau) von Opava (Troppau) gehörige Grundsiedlungseinheit in Tschechien. Sie liegt vier Kilometer südöstlich des Stadtzentrums von Opava und gehört zum Okres Opava.

## Geographie
Die Häusergruppe befindet sich rechtsseitig der Opava (Oppa) an den Mündungen der Moravice (Mohra) und Strouha (Struha) in der Opavská pahorkatina (Troppauer Bucht). Durch Kylešovická osada führt die Staatsstraße I/11 zwischen Opava und Ostrava (Ostrau); am südlichen Ortsrand verläuft die Bahnstrecke Ostrava-Svinov–Opava východ.
Nachbarorte sind Angelika (Angelikahof) und Chlebičov (Klebsch) im Norden, Velké Hoštice (Groß Hoschütz) und  Kravaře (Deutsch Krawarn) im Nordosten, Dvořisko (Oppahof) und Komárov im Osten, Suché Lazce (Sucholasetz) und Komárovské Chaloupky (Komorauer Häuser) im Südosten, Raduň (Radun) und Chvalíkovice (Chwalkowitz) im Süden, Branka u Opavy (Branka), Macalka (Mazalka) und Rybníčky (Lichtenstein) im Südwesten, Kylešovice (Gilschwitz) im Westen sowie Opava, Kateřinky (Katharein) und Malé Hoštice (Klein Hoschütz) im Nordwesten.

## Geschichte
Die zum Gut Gilschwitz gehörige Gegend an der unteren Struha wurde ursprünglich als Acker- und Weideland genutzt. Die Komorauer Mühle ist seit 1350 nachweislich. Oberhalb davon entstand 1480 die Schwarze Mühle (Černý mlýn), mit der das Gut Radun belehnt war. Besitzer der Schwarzen Mühle war seit 1654 bis in die erste Hälfte des 20. Jahrhunderts die Müllerfamilie Waller. Im Jahre 1701 ließ der Besitzer der Komorauer Mühle in der Nähe seiner Mühle eine Wegekapelle errichten. Nach dem Ersten Schlesischen Krieg verblieb die Einschicht ab 1742 bei Österreichisch Schlesien, die neue Grenze zu Preußisch Schlesien wurde nördlich – entlang der Oppa gezogen. In den 1780er Jahren entstand die Kaiserstraße nach Teschen, die bei der Komorauer Mühle die Struha und oberhalb davon die Mohra überbrückte. Um 1800 errichtete der Müller Řehulka kurz vor der damaligen Mündung der Struha eine weitere Mühle, die Grenzmühle bzw. Řehůlkův mlýnek genannt wurde. Das an der Kaiserstraße unterhalb der Komorauer Brücke gelegene steinerne Gasthaus wurde in der ersten Hälfte des 19. Jahrhunderts von den Troppauer Einwohnern, insbesondere während des Faschings, gern besucht.
Nach der Aufhebung der Patrimonialherrschaften bildete Kylešovická osada ab 1850 einen Wohnplatz der Gemeinde Kylešovice / Gilschwitz im Gerichtsbezirk Troppau. Ab 1869 gehörte die Ansiedlung zum Bezirk Troppau. Im Jahre 1900 hatte die Siedlung 52 Einwohner und bestand aus zwei Wohnhäusern. 1910 lebten in Kylešovická osada 63 Personen. In der ersten Hälfte des 20. Jahrhunderts wurden in der Mühlensiedlung weitere Häuser errichtet. 1921 war die Siedlung auf elf Häuser angewachsen. Im Jahre 1930 bestand Kylešovická osada aus 18 Häusern und hatte 118 Einwohner. 1938 entstanden um die Siedlung leichte Befestigungsanlagen des Tschechoslowakischen Walls. Nach dem Münchner Abkommen wurde die Siedlung im Herbst 1938 dem Deutschen Reich zugesprochen und gehörte zunächst zum Landkreis Troppau. Am 1. Mai 1939 wurde die Siedlung zusammen mit Gilschwitz nach Troppau eingemeindet. Nach dem Ende des Krieges kam Kylešovická osada 1945 zur Tschechoslowakei zurück. Im Jahre 1970 hatte die Siedlung 157 Einwohner und bestand aus 29 Häusern. Am 1. Dezember 1970 wurde Kylešovická osada von Kylešovice abgetrennt und dem Ortsteil Komárov zugeschlagen. 1991 hatte Kylešovická osada 117 Einwohner. Beim Zensus von 2011 lebten in den 29 Wohnhäusern von Kylešovická osada 157 Personen. Von den drei Mühlen ist nur der Černý mlýn erhalten, jedoch nicht mehr in Betrieb.

## Ortsgliederung
Die Grundsiedlungseinheit Kylešovická osada ist Teil des Katastralbezirks Komárov u Opavy.

## Sehenswürdigkeiten
- Slawische Burgstätte Kylešovice aus der Zeit der Golensizen, nördlich der Siedlung, sie war vom 9. bis zum 12. Jahrhundert bewohnt, Kulturdenkmal[4]
- Frühbarocke Wegkapelle an der ul. Hlavní, errichtet 1701 durch den Besitzer der Komorauer Mühle, Kulturdenkmal[5]